# Siphonozoïde

Vue générale d'un corail mou avec les principales sections

Un polype siphonozoïde est, chez les cnidaires octocorralliaires, un polype dont l'unique fonction est de pomper et injecter de l'eau dans la colonie à travers le coenosarc.

## Anatomie
Le siphonozoïde ne dispose ni de tentacules, ni d'organe sexuel, ni muscle rétracteur.